# Chaotian Tempel

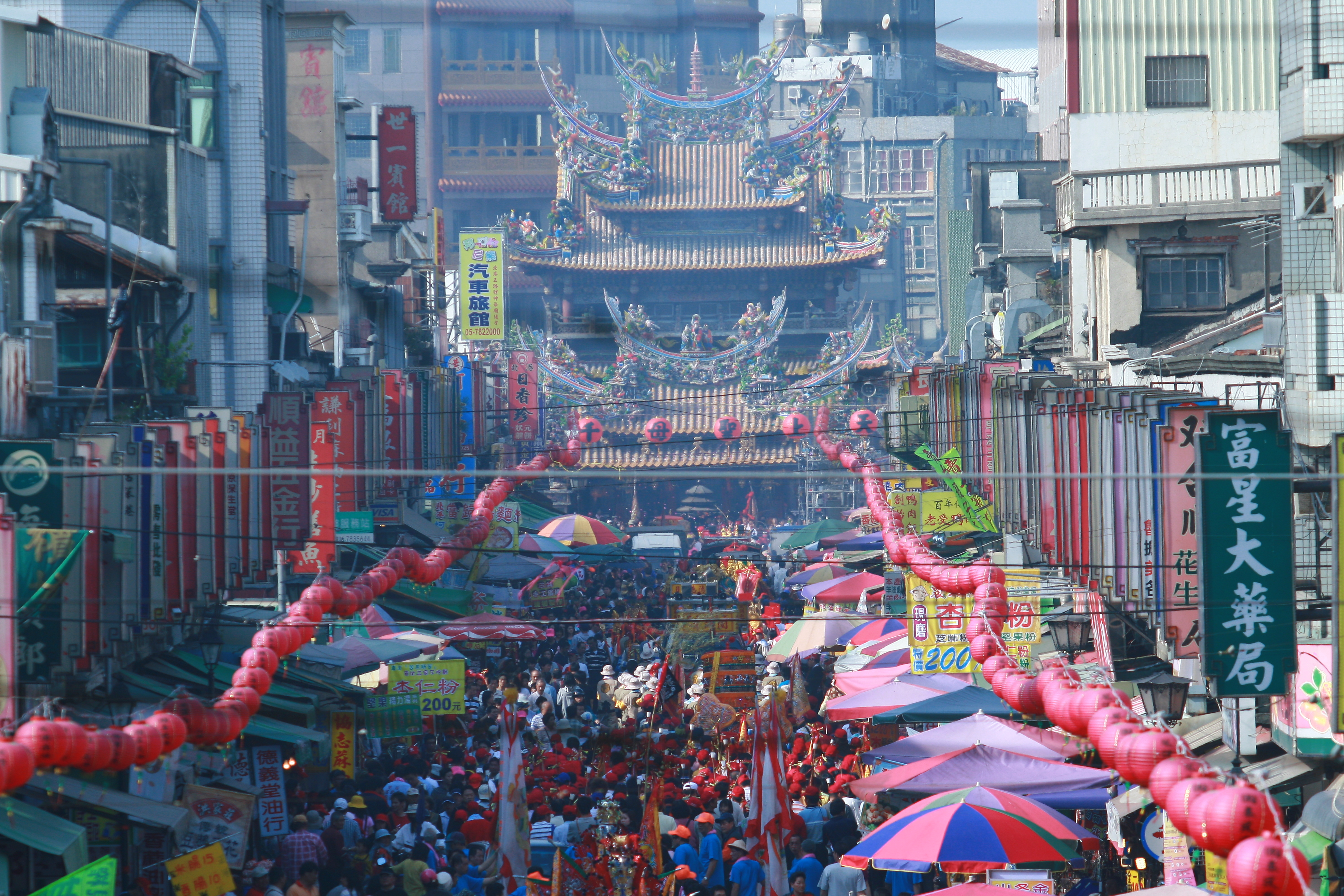
Der Chaotian Tempel zu Beginn der mehrtägigen Feier bis zu Mazus Geburtstag 2009

Der Chaotian Tempel, auch Chaotien Tempel (chinesisch 朝天宮 / 朝天宫, Pinyin Cháotiāngōng) in Beigang (北港,  Běigǎng), Landkreis Yunlin, Taiwan, ist der Göttin Mazu gewidmet. Erbaut im Jahr 1694, ist er zu einem der wichtigsten Mazu-Tempel in Taiwan geworden und ist für seine extravagante Tempelarchitektur bekannt. Er wird von über einer Million Pilgern jährlich besucht.

## Geschichte
1694 brachte ein Mönch die Göttin Mazu vom Festland-China nach Taiwan und gründete den heutigen Chaotian Tempel in Beigang. Da Beigang eine Hafenstadt war, wuchs der Tempel im gleichen Zeitraum, in dem auch die Stadt und ihre Wirtschaft wuchsen. Der Tempel wurde über Jahrzehnte ausgebaut und expandierte. 1730 wurde er zum Chaotian Tempel (Himmelskaiserin) umbenannt. Seither wurde der Tempel weiterhin vergrößert und 1854 zu einem Tempelkomplex des architektonischen Palast-Typs erweitert.

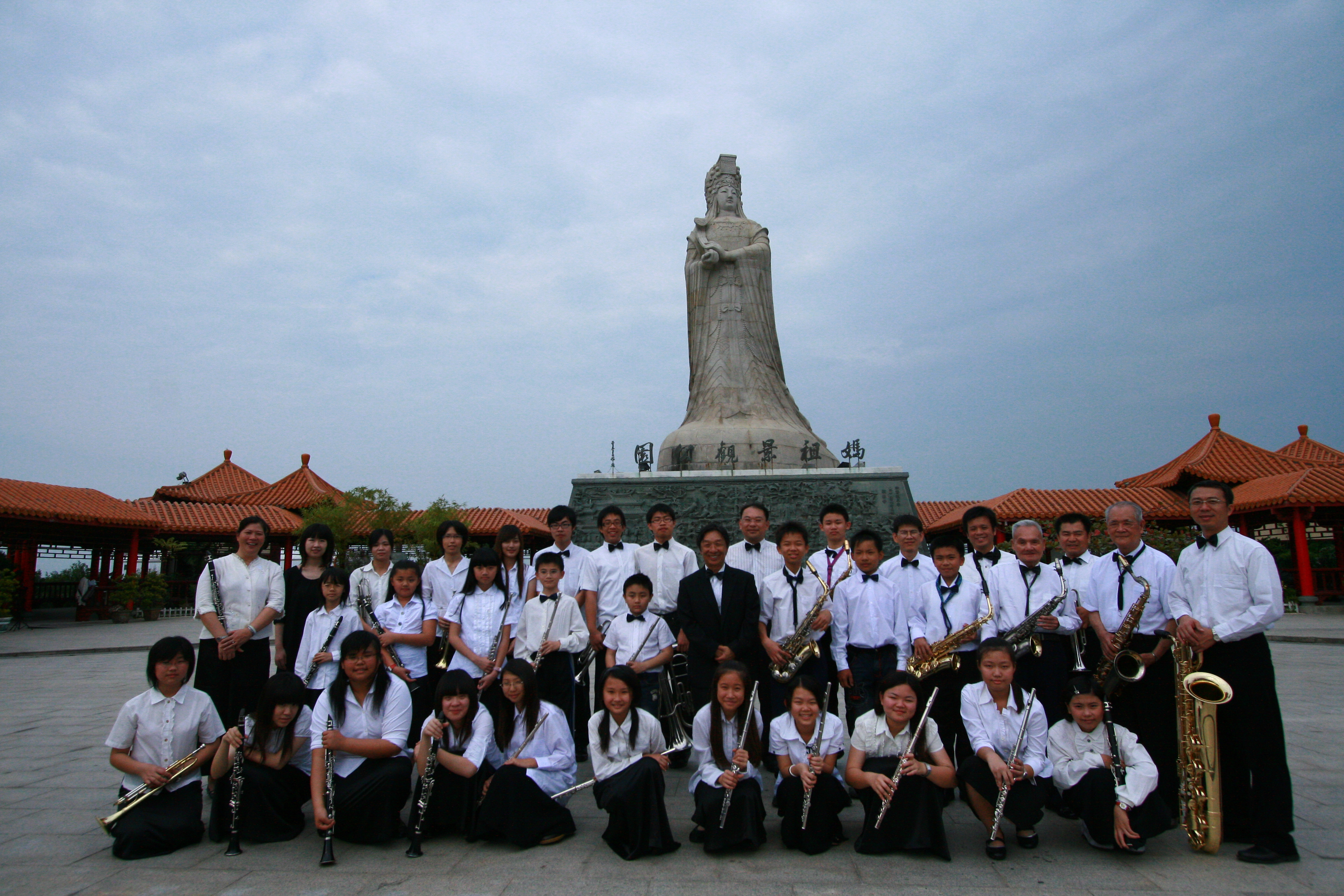
Das Blasorchester Beigang vor der Mazu-Statue im Kulturhaus des Chaotian Tempels, 2009.

## Blasorchester Beigang
Das Blasorchester Beigang spielt zu verschiedenen religiösen Feiern des Chaotian Tempels, etwa zum Geburtstag der Göttin Mazu, und marschiert durch die Stadt. Die religiösen und spirituellen Anlässe werden nicht nur am Chaotian Tempel, sondern in ganz Taiwan sehr volkstümlich gefeiert.

## Kulturelles Engagement
Zum Chaotian Tempel gehört auch ein Kulturhaus, in dem Konzerte und andere Aktivitäten stattfinden. Der Chaotian Tempel ist auch Sponsor des Internationalen Musikfestivals Beigang.